# 虚竹
虚竹（こちく、拼音: Xūzhú）は、金庸の武俠小説『天龍八部』に登場する架空の人物で、段誉、蕭峯らとともに主人公の一人。主要人物のほとんどが少数民族である『天龍八部』において、例外的に中原で育った漢民族である。もと心優しき少林僧であったが、還俗しては虚竹子と名を改めた。ただ、登場は物語半ばを過ぎたころと比較的遅い。

## 性格
慈悲の心が厚く、少林寺を非常に愛している。霊鷲宮の主になり、36洞72島の武術家に出した最初の命令が「少林寺の者と争いごとを起すな」であったほど。
しかし流されやすい性格をしており、基本的に頼まれると断れない。そのためかなり消極的であり、なし崩し的に災難に巻き込まれる。
幼少時より少林寺以外の世界を知らず、他人の悪意と無関係に育ってきたため、純朴で誠実だが騙されやすい。阿紫との初対面時には、悪辣な彼女にもてあそばれて肉を食べさせられた。

## 生涯

### 少林寺の時代
少林寺の高僧である玄慈方丈と葉二娘の間に生まれる。しかし、玄慈を恨む蕭遠山によって誘拐され、少林寺に捨てられた。これによって、虚竹が24歳になるまで、玄慈と虚竹は毎日顔を合わせていながら親子だと知らないまま過ごすことになる。
このころは、武術の腕前もそれほどたいしたことはなかった。しかし、逍遙派の無崖子が死ぬ間際に、虚竹の内力をすべて消し去り、代わりに自分の武功をすべて虚竹へ移したことから運命は一転。これまで習得した少林寺の武芸をすべて失い、その代わりとして、無崖子が70年以上にわたって研鑽してきた内力を身に着けてしまう。

### 天山童姥との出会い
その後、義俠心から一人の幼女を助けたところ、それが実年齢96歳の霊鷲宮（りょうじきゅう）の主である天山童姥と発覚。天山童姥が虚竹の師匠に当たる無崖子の姉弟子だったということもあり、成り行きから当時武功を失っていた天山童姥に協力する形で、およそ3ヶ月の間、天山童姥と李秋水の戦いに係わり合いを持つ。この間、天山童姥から使いこなせていなかった逍遙派の武術を指導してもらい、大きな成長を遂げた。また、執着心の強すぎる天山童姥を諌めたことが彼女の逆鱗に触れてしまい、少林寺の戒律である飲酒・肉食・淫戒のことごとくを破らされてしまう。彼は顔も知らない恋人に恋い焦がれつつも、自ら戒律を破ってしまったことをついに認めた。
天山童姥と李秋水の戦いに決着がつくと、天山童姥により無崖子の後を継いで逍遙派の掌門となること、自分の代わりに霊鷲宮の主となるように強要され、やむなくこれを承諾。たまたま霊鷲宮に来ていた段誉とは、互いにかなわぬ恋に苦しんでいるという共通点があったため意気投合し、義兄弟となった。

### 少林寺破門後
逍遙派の掌門となったものの、少林寺への思いを捨てきれず、いったんは少林寺に帰還したものの、数々の戒律を破ったこと、すでに逍遙派の掌門となっていたことが原因で破門されてしまった。しかし、少林寺への恩を忘れたわけではなく、少林寺に仇をなそうとする丐幇、荘聚賢 、星宿派らが攻めてくると、段誉、このとき義兄弟となった蕭峯らとこれを撃退するべく戦い、星宿派の掌門・丁春秋を打ち破る活躍を成し遂げた。このとき、「悪の限りを尽くした丁春秋が改心させるために少林寺に入門させられ、これから毎日修行を受けるのに、本当に少林寺に残りたい自分が破門されてしまうとは…」と嘆いている。
段誉とともに西夏へ赴いた際、銀川公主と再会し、彼女が恋い焦がれていた少女だと知って結婚する。
遼との戦いに生き残ると、霊鷲宮に帰還した。

## 武功
少林寺時代はたいした腕前でなかったが、無崖子の北冥神功により少林寺の武芸を消去され、逍遙派の内力を流し込まれる。残りの人生すべてを修行に費やしても獲得できないほどの内力を得ながらも、虚竹は嬉しがるどころか、むしろ少林寺の武術が失われたことで迷惑がっていた。その後、その内力の使い方を師伯にあたる天山童姥から指導を受け、さらに霊鷲宮の壁画からさらに腕前を挙げる。
ただ、実戦経験が浅いのと、もともと慈悲の心が厚く殺人技の使用をためらう傾向にあるため、全力を発揮することが難しい。ことに、生死符など残虐きわまる技については師父の仇である丁春秋に対し1度使った切りである。
逍遙派は武術以外に医術などにも優れており、虚竹も入門後は医術にも精通。金創薬などの調合から、眼球の移植手術なども習得している。失明した阿紫の視力を回復させたりなど活躍した。
天山折梅手（てんざんせつばいしゅ）
天山童姥より習った武芸。3種の擒拿手と3種の掌法の合計6つからなる。数自体は少ないものの、この6つを完全に習得してしまえば、刀、剣、暗器などありとあらゆる武器に対抗することが可能となる。
習得についてはかなりの困難を伴い、口訣などは内功ができなければ発音ができないようになっている。
天山六陽掌（てんざんろくようしょう）
天山童姥から習得した陽の気を使用する掌法。これ自体がかなりの殺傷能力があり、童姥は虚竹の天山六陽掌により李秋水を殺そうと計画していた。ただ、虚竹がこれを拒否したため、童姥は生死符を解除するための方法だ、と偽って（正確には間違いではない）天山六陽掌を指導した。
陰の寒気を使用する生死符を解除する唯一の方法でもあるのだが、虚竹は李秋水に指摘されるまで、自分の使っている掌法が天山六陽掌だということを知らないでいた。

## 演じた俳優
映画
- フェリックス・ウォン：『新天龍八部』 香港 1977年
- フランキー・ラム：『シスター・オブ・ドラゴン 天女武闘伝』（原題：新天龍八部之天山童姥） 香港 1994年

テレビドラマ
- フェリックス・ウォン：『天龍八部』 TVB 香港 1982年
- 関禮傑：『天龍八部』 中国電視公司（CTV） 台湾 1991年
- ルイス・ファン：『天龍八部』 TVB 香港 1997年
- ガオ・フー：『天龍八部』 中央電視台（CCTV） 2003年 中国